# Stoner rock
Genres associés
Doom metal, grunge, sludge metal
Le stoner rock, desert rock ou encore stoner metal, est un sous-genre du rock et du metal se caractérisant par des rythmiques hypnotiques, simples et répétitives, une basse très lourde, un chant mélodique, et une production « rétro ». Il combine des éléments de doom metal, rock psychédélique, blues rock, acid rock et heavy metal,. Le stoner émerge et devient très populaire au cours des années 1990 avec les groupes Kyuss et Sleep.

## Terminologie
Le terme de « stoner rock » s'inspire vraisemblablement du titre de la compilation Burn One Up! Music for Stoners, distribuée en 1997 par le label Roadrunner Records. Le terme de desert rock est également utilisé, et crédité par MeteorCity Records, à l'époque durant laquelle le label fait paraître la compilation stoner rock Welcome to MeteorCity en 1998.
De par leur similarité, le stoner et le sludge metal sont souvent fusionnés. Cette fusion intègre les traits stylistiques des deux genres,, mais oublie l'usage du psychédélique utilisé dans le stoner metal. Des groupes tels que Bongzilla, Weedeater, High on Fire,, et Electric Wizard fusionnent ces deux styles de manière créative.

## Histoire

### Influences
Comme pour la plupart des sous-genres musicaux, les origines du stoner rock sont difficiles à tracer. Néanmoins, le stoner rock possède quelques caractéristiques ayant permis d'en faire un genre à part entière. Blue Cheer est considéré comme l'un des pionniers du style ; Greg Prato, du site AllMusic, explique que « lorsqu'on parle de 'stoner rock', Blue Cheer nous vient tout de suite à l'esprit. » Selon le critique Mark Deming, le premier album du groupe, Vincebus Eruptum, « est une glorieuse célébration du primitivisme du rock & roll » pas si éloignée de Kick Out the Jams de MC5, et White Light/White Heat de Velvet Underground.
Rolling Stone explique que « ce qu'apporte le stoner rock c'est, ralenti et amplifié, le riff, l'héritage du Mississippi blues. » Les membres de Sir Lord Baltimore sont décrits de « pères fondateurs du stoner rock » et ceux de Leaf Hound sont cités pour avoir inspiré de nombreux groupes du genre comme Kyuss et Monster Magnet. L'album Smokin' Bats at Campton's de Primevil est qualifié de « pierre de touche » du stoner rock. Jim DeRogatis explique que les groupes de stoner rock « tentent de s'inspirer du caractère psychédélique et proto-metal de groupes comme Cream, Black Sabbath, Deep Purple, et Hawkwind. » Selon DeRogatis, la racine du stoner rock peuvent être retracées dans l'album Master of Reality de Black Sabbath, le coffret 25 Years On 1973–1977 de Hawkwind, l'album homonyme de Blue Cheer, l'album Machine Head de Deep Purple, et le titre Workshop of the Telescopes de Blue Öyster Cult. Master of Reality de Black Sabbath est souvent cité comme premier album du genre,. L'auteur Martin Popoff, lui, explique que « lorsque Sweet Leaf entre en scène, on assiste simultanément à l'invention du stoner rock. »
AllMusic explique cette fusion comme telle : « Les groupes de stoner metal ont réactualisé les jams hallucinantes et les riffs ultra-lourds de groupes comme Black Sabbath, Blue Cheer, Blue Öyster Cult, et Hawkwind en filtrant leur metal teinté de psychédélique et d'acid rock à travers le son bourdonnant des débuts du grunge à la sub pop. » Cependant, Josh Homme et John Garcia du groupe de stoner rock Kyuss citent plutôt leur inspiration du punk rock et du punk hardcore, en particulier celui de l'album My War de Black Flag.

### Premier développement

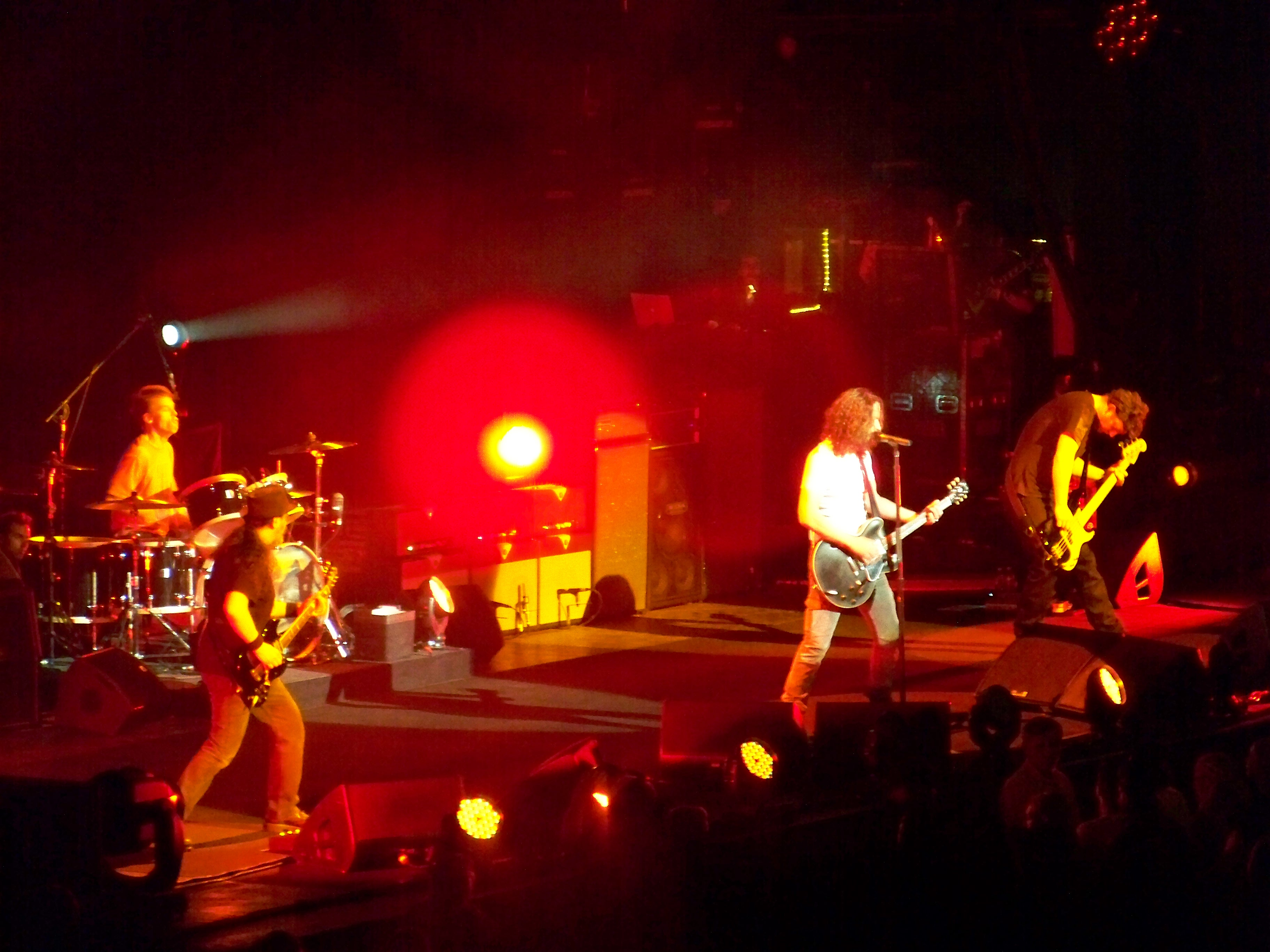
Soundgarden, sur scène en 2011.

À la sortie de leur premier album en 1988, le groupe Soundgarden est cité comme représentant le stoner rock durant les années 1990. En 1990, le groupe de doom metal Trouble intronise de nombreux éléments d'acid rock dans son album éponyme, et qui se présente encore plus dans leur album Manic Frustration sorti en 1992. Un an avant, en 1991, le groupe britannique Cathedral fait paraître son premier album, Forest of Equilibrium, dans un style orienté stoner/doom metal. Au milieu des années 1990, un nombre de groupes californiens émerge dans ce qui s'appelle le stoner rock.
En 1992, Kyuss émerge de la Palm Desert Scene avec Blues for the Red Sun, que la presse spécialisée félicite et qualifie d'« étape importante de la musique heavy. », mais que NME qualifie de « tentative de littéralement faire fondre une tonne de sable du désert dans du metal. » En 1992, les membres du groupe Sleep font paraître l'album Sleep's Holy Mountain. il est particulièrement félicité par la presse du heavy metal et le groupe devient désormais, aux côtés de Kyuss, l'un des leaders de la scène stoner émergente. Ces deux groupes sont les premiers à présenter un groove « trippant » de son orienté doom. La même année, le groupe Monster Magnet du New Jersey fait paraître leur premier album Spine of God, présentant peu d'influences metal mais beaucoup plus psychédélique. En 1994, le groupe de San Francisco Acid King et le groupe britannique Acrimony font paraître leurs premiers albums, tous les deux adoptant une approche psychédélique au doom metal. D'autres groupes de cette période incluent Fu Manchu, Clutch, Sons of Otis et Corrosion of Conformity.

### Milieu des années 1990

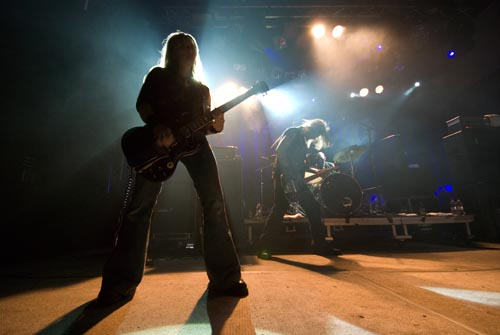
Le groupe de stoner metal Electric Wizard (actif depuis 1993), sur scène au Hole in the Sky, en 2008.

Kyuss se sépare en 1995, et les membres forment de leurs côtés des groupes dans le style stoner rock. En 1997, Roadrunner Records fait paraître la compilation de stoner rock  Burn One Up! Music for Stoners, avec comme participants des groupes comme Fu Manchu, Celestial Season, The Heads, et du groupe notable Queens of the Stone Age, ayant en son sein l'ancien membre de Kyuss, Josh Homme. En août 1997, Josh Homme fonde The Desert Sessions à Joshua Tree, en Californie. The Desert Sessions est un collectif musical, et sa première formation incluent des membres des groupes Monster Magnet, Goatsnake, earthlings?, Kyuss, et Soundgarden. Par la suite, le collectif fait paraître Volume 1: Instrumental Driving Music for Felons. Au fil des années, des artistes tels que Brant Bjork, PJ Harvey, Dean Ween, entre autres, du collectif Palm Desert Scène deviennent auteurs-interprètes et musiciens. En septembre 1997, à Albuquerque (Nouveau-Mexique), Jadd Shickler (du groupe de stoner Spiritu) et Aaron Emmel fonde un magasin en ligne appelé All That's Heavy, qui vendait des albums rares de Kyuss, Monster Magnet, et Fu Manchu.
Ils rallongent peu après leur catalogue pour y inclure des artistes stylistiquement identiques aux premiers groupes du genre. Après un an et demi, ils sont contactés par les anciens propriétaires du premier fansite de Kyuss, qui recommandent à All That's Heavy la création d'une compilation de groupes non-contractuels que les fans de Kyuss pourraient apprécier. Cette suggestion permet alors la création du label MeteorCity Records et la sortie de la compilation Welcome to MeteorCity en mai 1998. La compilation inclut des groupes de desert et de stoner rock, comme les nouveaux groupes fondés par John Garcia de Kyuss, Ed Mundell de Monster Magnet, et Pete Stahl de Goatsnake. Il s'agit de la première fois que les nouveaux groupes de stoner rock Sixty Watt Shaman, Lowrider, The Atomic Bitchwax, Dozer, Goatsnake, Drag Pack, et Los Natas sont présentés dans un album. Selon les fondateurs de MeteorCity, « quand c'est arrivé, il n'existait pas encore de scène [stoner rock], il y avait juste beaucoup de gens dans le monde qui essayaient de se remettre de la séparation de Kyuss, et de Slo Burn, et qui écoutaient des trucs dans la veine de Monster Magnet et Fu Manchu, mais qui en redemandaient encore. Le label a décollé quand nous avons fait paraître Welcome to Meteor City, comme si le monde attendait que quelqu'un fasse quelque chose. »
Le label signe par la suite des groupes de desert rock, comme Hermano et Unida, ceux-ci étant dirigés par l'ancien chanteur de Kyuss, John Garcia. Des groupes suédois de stoner rock comme Lowrider, Dozer et The Mushroom River Band sont également signés par MeteorCity puis exportés.
The Atomic Bitchwax, qui possède en son sein le guitariste de Monster Magnet, Ed Mundell, et mené par le guitariste de Obsessed/Saint Vitus Scott « Wino » Weinreich se popularise. Tandis que la scène continue à se développer, le célèbre site Internet StonerRock.com (en) est lancé en 1999. Le site devient le pilier central des fans et musiciens de musiques heavy.

### Popularité
En juin 2000, le nouveau projet de Josh Homme, Queens of the Stone Age, fait paraître l'album Rated R, qui aide à la popularisation du stoner rock auprès du grand public, même si les groupes eux-mêmes rejettent le genre et l'idée d'y être associé. Songs for the Deaf, leur album suivant sorti en 2002, présente un single notable ayant atteint la première place des Modern Rock Tracks américains. Un autre label, Small Stone Records, cible également la scène stoner rock internationale, en faisant paraître un nombre de compilations de groupes stoner effectuant des reprises musicales de chansons issues des années 1970, comme Right in the Nuts: A Tribute to Aerosmith (2000), Sucking the 70's (2002), et Sucking the 70's – Back in the Saddle Again (2006).